# دوريس ماجي
دوريس إيرين ماجي (21 فبراير 1907 - 4 يوليو 2002) كانت عداءة أستراليًة ومديرةً رياضيةً.
تقوم ماجي بحملة من أجل المساواة بين الجنسين في ألعاب القوى من خلال الدعوة لإدراج النساء في فرق أستراليا الأولمبية والإمبراطورية البريطانية.

## المنافسة
تنافست ماجي كعداء في أواخر العشرينات وأوائل الثلاثينات من القرن الماضي في أندية سيدني المحلية: ستي قيرلز وراندويك كنسينغتون بنجاح متوسط.

## الإدارة
بعد أن عملت كسكرتيرة فخرية للقسم النسائي في نادي راندويك كنسينغتون لألعاب القوى بدأت مسيرتها الإدارية في ألعاب القوى الأسترالية بجدية في مايو 1931، وعندما تم قبول ترشيحها لمنصب سكرتير مساعد فخري لجمعية ألعاب القوى للهواة في نيو ساوث ويلز أصبحت أول سيدة تنفيذية في المنظمة. على الرغم من تعيينها تلقت ماجي معاملة مختلفة من نظرائها الذكور مثل عندما طُلب منها مغادرة اجتماع عقد في أغسطس 1931 بينما وجهت اتهامًا ضد رياضي سيدني بسبب استخدامه لغة مهينة.
أصبحت ماجي الأمينة العامة لاتحاد ألعاب القوى للنساء الأستراليات في عام 1932. كانت أيضًا عضوًا مؤسسًا لاتحاد ألعاب القوى للهواة في نيو ساوث ويلز، وأصبحت أول سكرتيرة فخرية لتلك المنظمة قبل تعيينها رئيسة في عام 1959.
خلال مسيرتها قامت ماجي بحملة من أجل تحقيق التوازن بين الجنسين في سباقات المضمار والميدان الأستراليين في الأحداث الرياضية الكبرى، واعترضت على حذف كلاريس كينيدي من دورة الألعاب الأولمبية الصيفية لعام 1936. عندما تم تعيينها مديرة لفريق سباقات المضمار والميدان النسائي لدورة ألعاب الإمبراطورية البريطانية عام 1938 التي أقيمت في أستراليا تحدت سياسة اختيار سبع نساء فقط بسبب القيود المالية على الرغم من عمق المواهب النسائية داخل ألعاب القوى الأسترالية. رفعت الحصة إلى 15 عندما تحملت ماجي المسؤولية الكاملة عن النساء.
عملت ماجي كوصيفة للرياضيات الأستراليات اللواتي سافرن إلى لندن لحضور دورة الألعاب الأولمبية الصيفية لعام 1948.
في عام 1952 اعترضت ماجي على التصنيف المنخفض الممنوح لفريق التتابع النسائي الذي يتنافس للحصول على مكان في دورة الألعاب الأولمبية الصيفية لعام 1952 مما يعني أن الفريق (الذي يتكون من مارجوري جاكسون، وشيرلي ستريكلاند، وفيرنا جونستون، ووينسوم كريبس) حذفت من المنتخب الأسترالي. قالت ماجي أنها مستعدة مرةً أخرى لتنظيم حملة من الباب إلى الباب للحصول على الأموال اللازمة لإرسال الرياضيين على ما فعلته قبل أولمبياد 1948. انتقدت ماجي صراحة عدم مراعاة الرياضيات الإناث اللائي أثبتن بالفعل قيمتهن في أولمبياد 1948 واصفة ذلك بأنه «مزعج» و «مخيب للآمال بمرارة». بعد جهود مختلفة لجمع التبرعات قالت ماجي أنها واثقة من أنهم جمعوا ما يكفي من المال لإرسال الرياضيين بما في ذلك فريق التتابع الأسترالي إلى هلسنكي.
تم تعيين ماجي في اللجنة النسائية التابعة للرابطة الدولية لاتحادات ألعاب القوى في عام 1952.
ازداد الترويج للرياضة النسائية في أستراليا عندما بدأت ماجي في كتابة عمودها الأسبوعي في الصحف في الخمسينيات من القرن الماضي بعنوان «المرأة في الرياضة» لصحيفة صنداي هيرالد.

## مرتبة الشرف
كجزء من تكريم عيد ميلاد الملكة في عام 1956، تم تعيين ماجي كعضو في وسام الإمبراطورية البريطانية لخدماتها لألعاب القوى النسائية وللرعاية الاجتماعية.
في عام 1972 تلقت ماجي دبوس المحاربين في الاتحاد الدولي لألعاب القوى.
كجزء من تكريم يوم أستراليا لعام 1980 تم تعيين ماجي عضوًا في وسام أستراليا لخدمتها في رياضة ألعاب القوى.

## الموت
ماتت ماجي في دار رعاية قدامى المحاربين في نارابين في 4 يوليو 2002. وأقيمت جنازة في 11 يوليو وأقيمت مراسم تأبين في 24 يوليو.